# Siphocampylus cordatus
Siphocampylus cordatus är en klockväxtart som först beskrevs av Carl Ludwig von Willdenow och Schult., och fick sitt nu gällande namn av Franz Elfried Wimmer. Siphocampylus cordatus ingår i släktet Siphocampylus och familjen klockväxter. Inga underarter finns listade i Catalogue of Life.